# 奧斯塔皮夫卡 (德拉比夫區)
50°1′49″N 32°13′55″E / 50.03028°N 32.23194°E
奧斯塔皮夫卡（烏克蘭語：Остапівка）是位於烏克蘭中部的村莊，由切爾卡瑟州佐洛托諾沙區的什拉姆基夫卡市鎮負責管轄。該村面積2.61平方公里，海拔高度109米，2001年人口273，人口密度每平方公里104.6人。